# Neaetha oculata
Neaetha oculata là một loài nhện trong họ Salticidae.
Loài này thuộc chi Neaetha. Neaetha oculata được Octavius Pickard-Cambridge miêu tả năm 1876.